# Étienne Vincent Sédillot de Fontaine
Étienne Vincent Sédillot de Fontaine, né le 28 octobre 1737 à Gex (Ain) et mort le 6 octobre 1795 à Saint-Genis-Pouilly (Ain), est un général de brigade de la Révolution française.

## Biographie
Étienne-Vincent Sédillot est né le 28 octobre 1737 à Gex. L'état du nouveau-né est inquiétant, si bien qu'il ne peut être baptisé que dix-sept jours plus tard, le 14 novembre. Son père, Étienne Sédillot, écuyer, exerce la charge de trésorier-payeur (rattaché à la Chambre des comptes de Dole) du bailliage de Gex. Il acquiert la même année le titre de seigneur de Saint-Genis de François de Clermont, également trésorier-payeur de cette même Chambre des comptes.
Lorsqu'Étienne Sédillot décède en 1777, trois enfants lui survivent. Étienne-Vincent est le plus jeune. L'aîné, Claude-Antoine, hérite du titre de seigneur de Saint-Genis ; il ajoute alors une particule à son nom et se fait appeler Claude-Antoine de Sédillot. Leur sœur, Jacqueline-Thérèse, avait épousé en 1763 Jean-Étienne-Philibert Deprez, également issu de la noblesse gessienne et lieutenant-colonel au régiment de Courtes. Les deux frères Sédillot, ainsi que leur beau-frère Deprez-Crassier, représentent la noblesse à l'assemblée de la noblesse du pays de Gex le 16 mars 1789. Étienne-Vincent, devenu chevalier de Saint-Louis et major d'infanterie, a alors accolé un nom de fief à son patronyme et se fait appeler Étienne-Vincent Sédillot de Fontaine.
En 1792, Jean Étienne Philibert Deprez (dit de Prez de Crassier) prend le commandement de l'armée du Rhin. Il s'entoure alors d'hommes de confiance et fait venir à ses côtés son beau-frère Sédillot de Fontaine.

## États de service
Il entre en service le 4 mars 1757, comme lieutenant au régiment de Champagne, il devient capitaine le 17 mai 1773. Il sert aux Indes de 1776 à 1783. le 28 novembre 1779, il commande la compagnie de chasseurs du régiment d'Austrasie, et il est fait chevalier de Saint-Louis en 1782. Le 17 juin 1783, à Gondelour, il charge l'ennemi à la baïonnette, et obtient en récompense le grade de major le 19 juin suivant. Capitaine de grenadiers et commandant le 2e bataillon le 24 juin 1785, il est mis en congé le 14 mars 1789, avec une pension de 800 livres.
Président du conseil général du département de l’Ain, et commandant de la Garde nationale de Gex le 13 juin 1791, il reprend du service le 1er décembre 1791, comme lieutenant-colonel en premier du 2e bataillon de volontaires de l’Ain, à l'armée du Rhin. 
Il est promu maréchal de camp le 6 décembre 1792, à l'armée des Vosges sous Custine, et il se distingue le 6 janvier 1793, au combat de Hochheim. Envoyé dans le Haut-Rhin, il prend le commandement de Huningue en juin 1793, et il donne sa démission le 22 août 1793, en invoquant sa qualité de noble, et la défiance qu'elle inspire aux troupes. Il obtient une pension de retraite de 1 800 francs le 21 juillet 1795, et il se retire à Gex.

## Sources
- (en) « Generals Who Served in the French Army during the Period 1789 - 1814: Eberle to Exelmans »
- Charles Théodore Beauvais et Vincent Parisot, Victoires, conquêtes, revers et guerres civiles des Français, depuis les Gaulois jusqu’en 1792, tome 26, C.L.F Panckoucke, janvier 1822, 414 p. (lire en ligne), p. 189.
- Annexe du mémoire de Master 2 de Laurent Brayard, dirigé par Danielle Pingué à l'Université de Franche-Comté en 2010 : Laurent Brayard, Historique des bataillons levés dans le département de l’Ain sous la Révolution, 2010, p. 18.
- Arthur Chuquet, Les guerres de la Révolution, l’expédition de Custine, Librairie Plon, 1887, p. 208.
- Georges Six, Dictionnaire biographique des généraux & amiraux français de la Révolution et de l'Empire (1792-1814), Paris : Librairie G. Saffroy, 1934, 2 vol., p. 443
- Commandant G. Dumont, Bataillons de volontaires nationaux, (cadres et historiques), Paris, Lavauzelle, 1914, p. 4 et 407